# Теряево 2-е
Теряево 2-е — деревня в Заокском районе Тульской области России.
В рамках административно-территориального устройства входит в Гатницкий сельский округ Заокского района, в рамках организации местного самоуправления входит в Демидовское сельское поселение.

## География
Деревня расположена в 12 км к югу от райцентра — посёлка городского типа Заокский. Восточнее находится деревня Теряево 1-е.

## Население
| 2002 | 2010 |
| ---- | ---- |
| 311  | ↗333 |